# Else und obere Hase
Else und obere Hase este o arie protejată (sit de importanță comunitară — SCI) din Germania întinsă pe o suprafață de 55,13 ha, integral pe uscat.

## Localizare
Centrul sitului Else und obere Hase este situat la coordonatele 52°11′26″N 8°29′38″E / 52.1906°N 8.4939°E.

## Înființare
Situl Else und obere Hase a fost declarat sit de importanță comunitară în ianuarie 2005 pentru a proteja 2 specii de animale.

## Biodiversitate
Situată în ecoregiunea continentală, aria protejată conține 3 habitate naturale: Cursuri de apă de la nivel de câmpie la nivel montan, cu vegetație Ranunculion fluitantis și Callitricho-Batrachion, Liziere de ierburi înalte hidrofile de câmpie și de nivel montan până la alpin, Păduri aluvionare cu Alnus glutinosa și Fraxinus excelsior (Alno-Padion, Alnion incanae, Salicion albae).
La baza desemnării sitului se află mai multe specii protejate de  pești (2): Cobitis taenia Complex, cicar (Lampetra planeri).